# Wera Klawdijewna Swjaginzewa
Wera Klawdijewna Swjaginzewa (russisch Вера Клавдиевна Звягинцева; * 31. Oktoberjul. / 12. November 1894greg. in Moskau; † 9. Juli 1972 ebenda) war eine russische bzw. sowjetische Dichterin und Übersetzerin.

## Leben
Swjaginzewa wuchs in dem Dorf Kuntscherowa, Ujesd Kusnezk, Gouvernement Saratow, auf und besuchte die Gymnasien in Pensa und Kusnezk.
Nach dem erfolgreichen Abschluss des Bühnenkunstkurses Jelena Musils 1917 in Moskau arbeitete Swjaginzewa als Schauspielerin im Meyerhold-Theater und anderen Moskauer Theatern. Bei Wanderbühnenvorstellungen vor Rotarmisten lernte sie den Filmhochschulstudenten Wsewolod Pudowkin kennen.
Mit der Veröffentlichung ihres ersten Gedichtbandes Na mostu (Auf der Brücke) 1922 verließ Swjaginzewa die Bühne für immer. Es folgte 1926 der Band Moskowski weter (Moskauer Wind).
Swjaginzewa widmete sich nun der Übersetzung von Werken ukrainischer, armenischer, georgischer, weißrussischer, kabardinischer und anderer Dichter der UdSSR. Auch übersetzte sie  persische Ghaselen und Kassiden von Rumi und Dschāmi. Ein Schwerpunkt waren Übersetzungen armenischer Werke von Howhannes Tumanjan, Mikael Nalbandian und Awetik Issahakjan. Auch übersetzte sie litauische Werke von Kazys Boruta und Liudas Gir.
Befreundet war Swjaginzewa mit Maximilian Woloschin, Marina Zwetajewa, Arseni Tarkowski, Pawel Antokolski, Sergei Durylin, Sigismund Krschischanowski und einigen Theaterleuten. Ihre Erinnerungen an Jekaterina Roschina-Insarowa, Waleri Brjussow, Boris Pasternak u. a. wurden teilweise veröffentlicht.
Seit 1926 hatte Swjagina häufig Woloschin in Koktebel auf der Krim besucht. Nach seinem Tod 1932 wurde sie Freundin der Witwe Marija Sabolozkaja. In Koktebel gehörten Alexander Gabritschewski und Sofija Parnok zu Swjaginzewas Bekannten.
Während des Deutschen Angriffskriegs gegen die Sowjetunion war Swjaginzewa mit ihrem Mann Alexander Sergejewitsch Jerofejew (?–1949) in Swerdlowsk evakuiert und kehrte 1943 nach Moskau zurück. Ihr Buch Po russkim dorogam (Auf rssischen Straßen) mit eigenen Gedichten und übersetzten armenischen Gedichten erschien 1946. Ab 1964 schrieb sie wieder selbst Gedichte.
Swjaginzewa starb am 9. Juli 1972 in Moskau. Nach der Trauerfeier im Zentralen Haus der Literatur wurde sie im Donskoi-Kloster eingeäschert. Als ihr Grab auf dem Peredelkinskoje-Friedhof zur Verfügung stand, wurde ihre Urne am 7. Juni 1974 dort beigesetzt. Nach Lewon Mkrttschjans Projekt schuf Samwel Kasarjan das Grabdenkmal, das 1975 auf dem Grab aufgestellt wurde.